# Andreas Vinciguerra
Andreas Vinciguerra (* 19. Februar 1981 in Malmö) ist ein ehemaliger schwedischer Tennisspieler.

## Karriere
1998 wurde Vinciguerra Profi und startete bei mehreren ITF-Future-Turnieren, von denen er eines gewann. Außerdem spielte er auf den ATP-Turnieren in Båstad und Stockholm, wo er jeweils in der ersten Runde scheiterte. Im Jahr darauf erreichte er in Båstad sein erstes ATP-Finale. In Stockholm und Schanghai kam er bis ins Viertelfinale. Er beendete das Jahr 1999 auf Platz 99 der Weltrangliste.
Im Jahr 2000 ging es für Vinciguerra weiter bergauf. Er erreichte bei seinem Grand-Slam-Debüt die dritte Runde der Australian Open 2000/Herreneinzel und gewann in Kopenhagen sein erstes Turnier auf der ATP Tour. Beim Miami Masters scheiterte er nach Siegen gegen Karol Kučera und Marat Safin erst in der dritten Runde nach Satzführung an Pete Sampras. Bei seinem Davis-Cup-Debüt gegen Indien gewann er beide Einzel und bei den Olympischen Spielen in Sydney stand er in der zweiten Runde.
2001 kam er beim Rom Masters und dem Paris Masters ins Halbfinale und erreichte bei den Australian Open das Achtelfinale. Er beendete das Jahr auf Platz 34 der Weltrangliste. Im Januar 2002 begann eine Serie von Verletzungen. Knapp nach den Australian Open, bei denen er die zweite Runde erreichte, brach er sich beim Fußballspielen einen Finger und kehrte erst im April wieder auf die Tour zurück. Er musste jedoch nach seiner Erstrundenniederlage bei den Monte Carlo Masters wegen Rückenproblemen erneut drei Monate pausieren. Nach einer Serie von Niederlagen konnte er in Stockholm das Viertelfinale und bei zwei Challengerturnieren das Halbfinale erreichen. Er beendete das Jahr auf Platz 180 der Weltrangliste.
2003 kämpfte er sich unter anderem durch den Einzug in die dritte Runde der Australian Open in die Top 100 zurück, zog sich dann jedoch eine schwere Verletzung am linken Knie zu. 2004 konnte er aufgrund von Knieproblemen nur bei zwei Challenger-Turnieren starten. 2005 erhielt er eine Wildcard für die Swedish Open in Båstad, bei denen er die zweite Runde erreichte. Danach spielte er noch fünf Challenger-Turniere, bei denen er einmal ins Viertel- und einmal ins Halbfinale kam. 2006 stand er auf der Challenger Tour vier Mal im Endspiel, ein Finale konnte er gewinnen. In den Jahren 2007 und 2008 konnte er wegen mehrerer Operationen am Knie kein einziges Turnier bestreiten. 2009 erhielt er wiederum eine Wildcard für die Swedish Open in Båstad und erreichte dort überraschend das Halbfinale.
Vinciguerra trat bei neun Begegnungen für Schweden im Davis Cup im Einzel an, er gewann drei seiner 15 Partien.

## Erfolge
| Legende (Anzahl der Siege)                      |
| Grand Slam                                      |
| ATP World Tour Finals                           |
| ATP World Tour Masters 1000                     |
| ATP World Tour 500                              |
| ATP International Series ATP World Tour 250 (1) |
| ATP Challenger Tour (3)                         |

| ATP-Titel nach Belag |
| Hartplatz (1)        |
| Sand (0)             |
| Rasen (0)            |

### Turniersiege

#### World Tour
| Nr. | Datum            | Turnier    | Belag         | Finalgegner    | Ergebnis  |
| --- | ---------------- | ---------- | ------------- | -------------- | --------- |
| 1.  | 28. Februar 2000 | Kopenhagen | Hartplatz (i) | Magnus Larsson | 6:3, 7:65 |

#### Challenger Tour
| Nr. | Datum              | Turnier   | Belag | Finalgegner        | Ergebnis  |
| --- | ------------------ | --------- | ----- | ------------------ | --------- |
| 1.  | 26. September 1999 | Stettin   | Sand  | Juan Antonio Marín | 6:2, 6:4  |
| 2.  | 11. Juni 2000      | Prostějov | Sand  | Jérôme Golmard     | kampflos  |
| 3.  | 27. August 2006    | Manerbio  | Sand  | Adrián García      | 7:63, 6:1 |

### Finalteilnahmen
| Nr. | Datum            | Turnier    | Belag         | Finalgegner        | Ergebnis  |
| --- | ---------------- | ---------- | ------------- | ------------------ | --------- |
| 1.  | 5. Juli 1999     | Båstad (1) | Sand          | Juan Antonio Marín | 4:6, 6:74 |
| 2.  | 10. Juli 2000    | Båstad (2) | Sand          | Magnus Norman      | 1:6, 6:76 |
| 3.  | 12. Februar 2001 | Kopenhagen | Hartplatz (i) | Tim Henman         | 3:6, 4:6  |